# Amstrad NC 100
Amstrad NC 100 (NC 100) је био преносиви рачунар, производ фирме Амстрад (Amstrad) који је почео да се израђује у Уједињеном Краљевству током 1992. године.
Користио је Z80 као централни микропроцесор а RAM меморија рачунара NC 100 је имала капацитет од 64 KB. 
Као оперативни систем кориштен је BBC BASIC, едитор, дневник, калкулатор, адресар, серијски терминал у ROM-у.

## Детаљни подаци
Детаљнији подаци о рачунару NC 100 су дати у табели испод.
|                       |                                                                   |
| [ 1 ]                 |                                                                   |
| Произвођач            | Амстрад                                                           |
| Тип                   | преносиви рачунар                                                 |
| Меморија              | 64 KB                                                             |
| Поријекло             | Уједињено Краљевство                                              |
| Година                | 1992                                                              |
| Тастатура             | Пуни помак, 64 тастера                                            |
| Процесор              |                                                                   |
| Фреквенција процесора |                                                                   |
| RAM                   | 64 KB                                                             |
| ROM                   | непознато                                                         |
| Текст                 | 80 знакова x 8 линија                                             |
| Графика               | 480 x 64 пиксела                                                  |
| Боја                  | монитор са текућим кристалом                                      |
| Звук                  | мали звучник                                                      |
| Димензије             | 29,5 (ширина) x 21 (дубина) x 2,8 (висина) / 1                    |
| Портови               |                                                                   |
| Оперативни систем     | , едитор, дневник, калкулатор, адресар, серијски терминал у ROM-у |